# Ли Юми
Ли Юми (кор. 이유미, 李瑜美; род. 18 июля 1994, Чонджу, Чолла-Пукто, Республика Корея) — южнокорейская актриса.
Начала сниматься в 2010 году с небольшой ролью в фильме «Жёлтое море» На Хонджина и главной ролью в сериале «Мальчик будущего». В 2022 году за главную роль в фильме «Взрослые не знают» получила премии «Пэксан» и Buil Film Awards в номинации «Лучшая актриса-новичок». В том же году получила всемирное признание с ролью Чиён / Игрока № 240 в первом сезоне хитового сериала Netflix «Игра в кальмара», за которую получила американскую прайм-таймовую премию «Эмми» в категории «Лучшая приглашённая актриса в драматическом телесериале» и премию Gold Derby Awards в той же категории. Позже продолжила сотрудничество с Netflix, появившись с ролью Ли Наён в дораме «Мы все мертвы», за который получила номинацию на премию «Пэксан» в категории «Лучшая актриса-новичок», а в 2023 году снялась в главной роли в сериале «Силачка Кан Намсун».

## Биография
Родилась в Чонджу 18 июля 1994 года. На её решение стать актрисой повлиял просмотр фильма 2007 года «Травы». Впервые дебютировала как актриса в 2009 году в сериале «Ассорти из драгоценных камней», а на большом экране — в 2010 году в фильме На Хонджина «Жёлтое море» в качестве дочери бизнесмена Ким Тхэву. Роль не стала для неё успешной, и до своей прорывной роли в 2021 году Ли Юми снималась в получивших разное признание фильмах и сериалах преимущественно во второстепенных ролях и, по собственным словам, сводила концы с концами, будучи вынужденной работать в службе доставки еды Coupang Eats для того, чтобы заработать на жизнь.
2021 год стал прорывным для актрисы. В этом году Ли Юми снялась в двух фильмах: «Взрослые не знают» и «Заложник». Первый фильм рассказывает историю двух старшеклассниц, которые вместе переживают дорогу, и посвящена проблемам подростковой беременности одной из них и аборта, а также токсичных отношений. Второй — о похищении взрослого мужчины и его молодой помощницы. За роль во «Взрослые не знают» актриса получила премии Buil Film Awards и «Пэксан» и удостоилась номинации на «Голубой дракон» в категории «Лучшая актриса-новичок». Этой же премии её удостоили редакторы корейского киножурнала Cine21 за роль в «Заложнике», отметив, что в этом году актриса блистала в любой из своих ролей. За обе роли одновременно Ли Юми назвала «актрисой-новичком года» Корейская ассоциация киносценаристов.

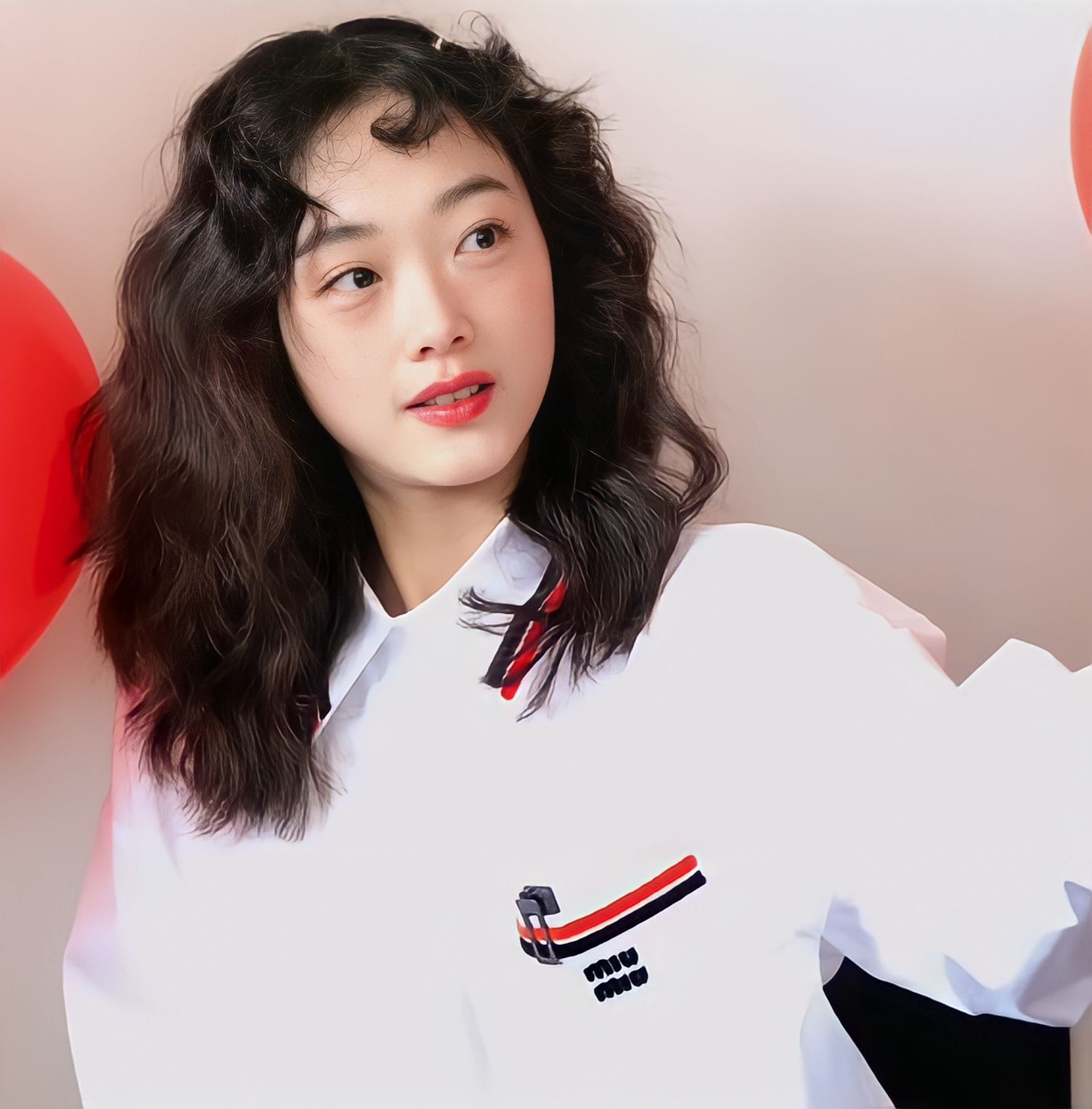
Фотосессия 2022 года для корейской версии журнала Marie Claire

Широкая международная известность пришла к актрисе в этом же году с ролью Чиён / Игрока № 240 в хитовом сериале Netflix «Игра в кальмара». Она стала первой корейской актрисой в истории, которая удостоилась американской прайм-таймовой премии «Эмми» в категории «Лучшая приглашённая актриса в драматическом телесериале», а также получила премию Gold Derby Awards в этой же категории. По совокупности достижений в обоих фильмах и сериале на премии Kinolights Awards Ли Юми назвали актрисой года в «домашней» категории.
В 2022 году актриса продолжила сотрудничество с Netflix с ролью Ли Наён в сериале «Мы все мертвы». Здесь она сыграла роль злодейки, которой сложно ужиться с остальными в ходе зомби-апокалипсиса, охватившего школу. По словам самой актрисы, злая природа персонажа была ей близка, поскольку она «всего лишь пыталась выжить не так, как другие». За эту роль актриса получила номинацию на «Пэксан» в категории «Лучшая актриса новичок», а за роли в обоих сериалах Netflix — на APAN Star Awards за лучшую роль в драме.
В 2023 году Ли Юми вновь появилась на большом экране с одной из главных (наряду с Пак Суён) ролей, девушки по имени Йеджи, в романтической драме режиссёра Джея Хана «Нет рая, но есть любовь», подростковой ЛГБТ-драме о любви двух девушек — сводных сестёр. Премьера фильма состоялась на Международном кинофестивале в Чонджу. Действие фильма происходит в конце тысячелетия, в 1999 году. Подростки находятся в сложных отношениях с другими людьми, и чтобы сбежать от них, находят свой собственный рай в любви друг с другом, постепенно сближаясь. Фильм получил благоприятные отзывы как «душераздирающий». Героиня Ли Юми в фильме недавно освободилась из заключения в исправительной колонии для несовершеннолетних преступников. Её игра получила признание критиков, как и игра её партнёрши и возлюбленной по фильму. Среди телесериалов этого года у Ли Юми была главная роль в «Силачке Кан Намсун» JTBC, также транслировавшемся на Netflix, дораме о девушке с удивительной силой, переданной ей от матери по наследству.

## Фильмография
| Год       |   | Русское название               | Оригинальное название                          | Роль                                   |
| --------- | - | ------------------------------ | ---------------------------------------------- | -------------------------------------- |
| 2009      | с | Ассорти из драгоценных камней  | 보석비빔밥                                     |                                        |
| 2010      | ф | Жёлтое море                    | 황해                                           | Дочь Ким Тхэвона                       |
| 2010      | с | Мальчик будущего               | 미래를 보는 소년                               | Со Юнду                                |
| 2012      | ф | Виноградная конфета            | 청포도 사탕                                    | Сынджу (юная)                          |
| 2013      | ф | Русский роман                  | 러시안 소설                                    | Юми                                    |
| 2013      | ф | Хвайи: Мальчик-монстр          | 화이: 괴물을 삼킨 아이                         | Подруга Югёна                          |
| 2013      | ф | Грубая игра                    | 배우는 배우다                                  | Рекламщица                             |
| 2014      | ф | Из пород пернатых              | 조류인간                                       | Сонё                                   |
| 2014—2015 | с | Чхоён                          | 귀신보는 형사, 처용                            | Сон Даён (камео; эп. 6, 2 сезон)       |
| 2016      | ф | Как французский фильм          | 프랑스 영화처럼                                | Субин                                  |
| 2016      | ф | Ты там будешь?                 | 당신, 거기 있어줄래요                          | Ёна                                    |
| 2017      | ф | Девушка с суперспособностями   | 능력소녀                                       | Мэн Джури                              |
| 2017      | ф | Пульсовый манипулятор          | 심장박동 조작극                                | Хеён                                   |
| 2017      | с | Дети XX века                   | 20세기 소년소녀                                | Ми Даль / Ё Минён                      |
| 2017—2021 | с | Голос                          | 보이스                                         | Хва Хису (камео; эп. 3, 2 сезон)       |
| 2018      | ф | Тебе не следует никуда спешить | 너는 결코 서둘지 말라                          | Хана                                   |
| 2018      | ф |                                | 아웃도어 비긴즈/Outdoor Begins                 | Мари                                   |
| 2018      | ф | Шёпот                          | 속닥속닥                                       | Пюн Джиён                              |
| 2018      | ф | Пак Хваён                      | 박화영                                         | Седжин                                 |
| 2018      | с | Давайте танцевать              | 땐뽀걸즈                                       | Ким Доён                               |
| 2018      | с | Маленький город после ночи     | 소소한 오후의 도시                             | Син Нара                               |
| 2018      | с | Не бойся быть собой            | 좀 예민해도 괜찮아                             | Йеджи                                  |
| 2019      | с | Доктор Ёхан                    | 의사요한                                       | На Гёнъа                               |
| 2017      | с | Драматическая постановка       | 드라마 스테이지                                | Ли Гёнджин (в 2020, одноактовая драма) |
| 2020      | с | 365                            | 365: 운명을 거스르는 1년                       | Ким Серин                              |
| 2021      | ф | Взрослые не знают              | 어른들은 몰라요                                | О Седжи                                |
| 2021      | ф | Заложник                       | 인질                                           | Пан Соён                               |
| 2021      | с | Игра в кальмара                | 오징어 게임                                    | Чиён / Игрок № 240                     |
| 2022      | ф | Сегодняшняя суперсила          | 오늘의 초능력                                  | Джиу                                   |
| 2022      | с | Ментальный тренер              | 멘탈코치 제갈길                                | Чха Гаыль                              |
| 2022      | с | Расскажи мне своё желание      | 당신이 소원을 말하면                           | Камео (эп. 16)                         |
| 2022      | с | Мы все мертвы                  | 지금 우리 학교는                               | Ли Наён                                |
| 2023      | ф | Нет рая, но есть любовь        | 우리는 천국에 갈 순 없지만 사랑은 할 수 있겠지 |                                        |
| 2023      | ф | Новые нормальные               | 뉴 노멀                                        | Хёнсу                                  |
| 2023      | с | Силачка Кан Намсун             | 힘쎈여자 강남순                                | Кан Намсун                             |
| 2024      | с | Мистер Планктон                | Mr. 플랑크톤                                   | Чо Джэми                               |

## Награды
| Год  | Награда                                      | Категория                                               | Фильм/Сериал      | Роль               | Результат |
| ---- | -------------------------------------------- | ------------------------------------------------------- | ----------------- | ------------------ | --------- |
| 2021 | Cine21 Awards                                | Лучшая актриса-новичок                                  | Заложник          | Пак Соён           | Победа    |
| 2021 | Buil Film Awards                             | Лучшая актриса-новичок                                  | Взрослые не знают | О Седжи            | Победа    |
| 2021 | Кинопремия «Голубой дракон»                  | Лучшая актриса-новичок                                  | Взрослые не знают | О Седжи            | Номинация |
| 2021 | Награда корейской ассоциации киносценаристов | Лучшая актриса-новичок                                  | Взрослые не знают | О Седжи            | Победа    |
| 2021 | Награда корейской ассоциации киносценаристов | Лучшая актриса-новичок                                  | Заложник          | Пан Соён           | Победа    |
| 2021 | Kinolights Awards                            | Актриса года («домашняя» номинация)                     | Заложник          | Пан Соён           | Победа    |
| 2021 | Kinolights Awards                            | Актриса года («домашняя» номинация)                     | Взрослые не знают | О Седжи            | Победа    |
| 2021 | Kinolights Awards                            | Актриса года («домашняя» номинация)                     | Игра в кальмара   | Чиён / Игрок № 240 | Победа    |
| 2022 | APAN Star Awards                             | Лучшая актриса в драматическом сериале                  | Игра в кальмара   | Чиён / Игрок № 240 | Номинация |
| 2022 | APAN Star Awards                             | Лучшая актриса в драматическом сериале                  | Мы все мертвы     | Ли Наён            | Номинация |
| 2022 | Премия «Пэксан»                              | Лучшая актриса-новичок — кинематограф                   | Взрослые не знают | О Седжи            | Победа    |
| 2022 | Премия «Пэксан»                              | Лучшая актриса-новичок — телевидение                    | Мы все мертвы     | Ли Наён            | Номинация |
| 2022 | Gold Derby Awards                            | Лучшая приглашённая актриса в драматическом телесериале | Игра в кальмара   | Чиён / Игрок № 240 | Победа    |
| 2022 | Прайм-таймовая премия «Эмми»                 | Лучшая приглашённая актриса в драматическом телесериале | Игра в кальмара   | Чиён / Игрок № 240 | Победа    |